# Клаудия Голдин
Клаудия Дейл Голдин (на английски: Claudia Dale Goldin) e американска историчка и икономистка.
Голдин е родена на 14 май 1946 г. в Ню Йорк, САЩ. Тя е професор по икономика в Харвардския университет и служи като съдиректор на Групата за изследване на пола в икономиката към Националното бюро за икономически изследвания, американска частна организация с нестопанска цел. Наред с други въпроси, нейната работа обхваща жените в пазара на труда и разликата в заплащането между жените и мъжете. Последната ѝ книга Career & Family: Women's Century-Long Journey toward Equity излиза на 5 октомври 2021 г.
През октомври 2023 г. тя получава Нобеловата награда за икономика „за това, че подобри разбирането ни за резултатите на пазара на труда на жените“. Голдин е първата жена, самостоятелен носител на наградата.